# Pollapönk
«Pollapönk» — исландская группа, которая представляла Исландию на конкурсе песни «Евровидение 2014», с песней «No Prejudice». Как указывает само название группы, она исполняет песни для детей в панк-стилистике. Хейдар Эдн Кристяунссон и Харальдюр Фрейр Гисласон совместно с Рейнаром Паудлем Стейнссоном образуют исландскую рок-группу «Botnleðja».

## Состав группы
- Хейдар Эдн Кристьяунссон — гитара
- Харальдюр Фрейр Гисласон — барабаны
- Гвюдни Финнссон
- Аднар Тоур Гисласон